# Mabel Julienne Scott
Mabel Julienne Scott (née le 2 novembre 1892 à Minneapolis et morte le 1er octobre 1976  à Los Angeles) est une actrice américaine du cinéma muet.

## Biographie
Née à Minneapolis, dans le Minnesota, d'une mère française et d'un père norvégien, Mabel Julienne Scott est morte à Los Angeles en 1976.

## Filmographie
- 1915 A Continental Girl de Joseph Adelman : une amie de Flossie
- 1916 The Lash of Destiny de George Terwilliger : Edith Wayne (comme Mabel Juline Scott)
- 1917 The Barrier de Edgar Lewis : Nedia/Merridy
- 1918 The Sign Invisible de Edgar Lewis : Jeanette Mercier
- 1918 Ashes of Love de Ivan Abramson : Helen Rosedale
- 1919 Reclaimed: The Struggle for a Soul Between Love and Hate de Harry McRae Webster : Lola/Amorita, at age 16
- 1919 Silence sacré de Harry F. Millarde
- 1920 The Sea Wolf de George Melford : Maud Brewster
- 1920 : Fatty, l'intrépide shérif (The Round-Up) de George Melford : Echo Allen
- 1920 Behold My Wife de George Melford : Lali
- 1921 The Jucklins de George Melford : Guinea Jucklin
- 1921 The Concert de Victor Schertzinger : Delphine Hart
- 1921 Don't Neglect Your Wife de Wallace Worsley : Madeline
- 1921 No Woman Knows de Tod Browning : Fanny Brandeis
- 1922 The Power of a Lie de George Archainbaud : Betty Hammond
- 1923 Abysmal Brute de Hobart Henley : Maude Sangster
- 1923 Times Have Changed de James Flood : Marjorie
- 1924 So This Is Marriage? de Hobart Henley : Bath-Sheba
- 1925 Steele of the Royal Mounted de David Smith : Mrs. Thorpe
- 1925 Seven Days de Scott Sidney : Anne Brown
- 1926 His Jazz Bride de Herman C. Raymaker
- 1926 The Frontier Trail de Scott R. Dunlap : Dolly Mainard
- 1926 A Woman's Heart de Phil Rosen : Vixen
- 1926 Stranded in Paris d'Arthur Rosson : Countess Pasada
- 1927 Mother de James Leo Meehan : Mrs. Wayne
- 1928 Wallflowers de James Leo Meehan : Sherry
- 1929 The Dream Melody de Burton L. King : Mary Talbot
- 1929 Painted Faces d'Albert S. Rogell : Mrs. Warren - Nervous Woman Jury Member (as Mabel Julian Scott)